# Polizeiaktion Dynamit
Polizeiaktion Dynamit ist ein französischer Kriminalfilm von Gilles Grangier aus dem Jahre 1957. Der Film beruht auf dem Roman Échec au porteur des französischen Schriftstellers Noël Calef, der auch das Drehbuch mitverfasste. Die deutsche Fassung des Romans wurde 1959 unter dem Titel Den Tod in der Hand (übersetzt von Ralph von Stedman) veröffentlicht.

## Handlung
Eine Pariser Drogenhändlerbande hat ihr kriminelles Unternehmen als Südfrüchteimportfirma getarnt. Für die Übergabe der Drogen hat man sich zudem eine genial unverdächtige Variante ausgedacht: das Kokain wird in harmlos wirkenden Fußbällen versteckt. Eines Tages will sich der Bandenchef diese Methode zunutze machen, um einen unliebsam gewordenen Geschäftspartner aus dem Weg zu räumen. Anstelle der gewohnten Drogenladung wird eine Bombe in dem Fußball untergebracht, deren chemischer Zünder um exakt zehn Uhr abends eine tödliche Explosion auslösen soll.
Doch der anscheinend todsichere Plan geht aus den Fugen, als der Bomben-Fußball bei der Übergabe mit einem echten Ball verwechselt wird. Die Bombe gerät in die Hände eines spielenden Jungen, der mit seinem vermeintlichen Spielzeug in den Gassen von Paris verschwindet. Der Bandenchef schäumt vor Wut über die verpatzte Übergabe und lässt den Boten Bastien von seinem Mordkomplizen niederschießen. Bastien, der aus Liebe zu seiner Freundin Jacqueline schon länger aus dem Drogengeschäft aussteigen wollte, kann im Sterben noch einem hilfsbereiten LKW-Fahrer den ersten Hinweis auf die Höllenmaschine geben, die jetzt irgendwo in Paris unterwegs ist.
Die Polizei beginnt eine fieberhafte Suche nach der Bombe und der Drogenhändlerbande. Während es bald gelingt, der Bande auf die Spur zu kommen und ihre Mitglieder nacheinander auszuschalten, bleibt die Fußballbombe verschwunden. Erst nach einer langen, aufreibenden und wechselhaften Schnitzeljagd gelingt es den Fahndern, den Wettlauf mit dem Tod zu gewinnen und den Ball ausgerechnet in einem Krankenhaus sicherzustellen. Der Ball wird in den Park vor dem Krankenhaus geworfen, wo er explodiert, ohne Schaden anzurichten.

## Produktion und Rezeption
1958 wurde der Film vom Progress Film-Verleih für die DDR lizenziert und von der DEFA synchronisiert. Der Film kam ab dem 28. November 1958 unter dem Titel Es geschieht Punkt 10… in die Kinos der DDR. Am 12. August 1960 wurde der Film erstmals im Fernsehen der DDR (DFF 1) ausgestrahlt.
1959 wurde der Film auch für die Bundesrepublik Deutschland lizenziert. Die westdeutsche Kinopremiere fand am 13. März 1959 statt; der Film hatte hierbei den reißerisch klingenden Titel Polizeiaktion Dynamit erhalten. Damit hatte sich keine der beiden deutschen Fassungen an den französischen Originaltitel (übersetzt etwa: Fehlschlag bei (der) Übergabe) angelehnt.
Horst Beseler schrieb für das DDR-Filmprogramm folgende Bewertung: „Ein ungewöhnlicher, sensationeller Kriminalfall. Aber er ist auch noch in einem weiteren Sinne bemerkens- und bedenkenswert: als ein Gleichnis dafür, zu welcher Abscheulichkeit das Verbrechen sich in der kapitalistischen Welt steigern und wie furchtbar es die Allgemeinheit bedrohen kann.“

## Sonstiges
Der Hauptdarsteller wurde von Rudolf Wessely synchronisiert, Gert Fröbe sprach sich in der deutschen Fassung nicht selbst, sondern wurde von Hans W. Hamacher gesprochen. 
1963 produzierte die Bavaria Atelier GmbH auf Basis des Romans von Noël Calef, der auch der französischen Kinofassung zugrunde liegt, einen Fernsehfilm, der inhaltlich mit der französischen Fassung beinahe ident ist. Den Tod in der Hand wurde am 21. Dezember 1963 im ZDF ausgestrahlt, Regie führte Fritz Umgelter, das Drehbuch schrieb Helmut Pigge, die Musik komponierte Peter Thomas. In den Hauptrollen spielten Wolfgang Reichmann, Karl Walter Diess, Heini Göbel, Gernot Duda und Lis Verhoeven.